# گنوانک
گنوانک (ارمنی: Կնեվանք؛ انگلیسی: Knevank) یک کلیسا متعلق به کلیسای حواری ارمنی واقع در شهر  استان وایوتس‌جور ارمنستان می‌باشد.  این بنا به سبک معماری ارمنی طراحی شده است.